# Силвана Мангано
Силвана Мангано (на италиански: Silvana Mangano) е италианска актриса.

## Биография
Родена в семейство на италианец и английска емигрантка. Израства по време на Втората световна война, работи като танцьор и модел. През 1946 г., заедно с Джина Лолобриджида, участва в конкурс за красота. Тогава младата и красива Силвана е забелязана и е поканена да се снима в киното като главна героиня във филма „Горчив ориз“. Успехът на актрисата се дължи и на съпруга ѝ, продуцента Дино Де Лаурентис, за когото Силвана се омъжва през юли 1949 г. Той е баща на четирите ѝ деца и продуцент на много от филмите с нейно участие.
Най-добрите роли: Силвана Мангано играе във филмите на Лукино Висконти и Пиер Паоло Пазолини, където се разкрива нейният драматичен талант. Широката публика се радва на нейните превъплъщения във филми като „Златото на Неапол“, „Теорема“ и много други. През 1987 г., след заснемането на филма „Черни очи“, Силвана напуска киното.
На 16 декември 1989 г. тя умира в Мадрид на 60 години от рак на белите дробове. Дино де Лаурентис надживява бившата си съпруга с над двадесет години и умира през 2010 г.

## Избрана филмография
| година | филм                           | оригинално заглавие                  | роля                                  | режисьор            |
| ------ | ------------------------------ | ------------------------------------ | ------------------------------------- | ------------------- |
| 1945   | Страшният съд                  | Le jugement dernier                  |                                       | Рене Шанас          |
| 1946   | Еликсирът на любовта           | L’elisir d’amore                     | Адина, приятелката                    | Марио Коста         |
| 1949   | Горчив ориз                    | Riso amaro                           | Силвана                               | Джузепе Де Сантис   |
| 1949   | Черна магия                    | Black Magic                          |                                       | Грегъри Ратоф       |
| 1951   | Анна                           | Anna                                 | Анна                                  | Алберто Латуада     |
| 1954   | Златото на Неапол              | L’Oro di Napoli                      | Тереза                                | Виторио Де Сика     |
| 1959   | Голямата война                 | La grande guerra                     | Константина                           | Марио Моничели      |
| 1961   | Страшният съд                  | Il giudizio universale               | Сеньора Матиони                       | Виторио Де Сика     |
| 1962   | Варава                         | Barabbas                             | Рахил                                 | Ричард Флейшер      |
| 1967   | Извинете, за или против сте?   | Scusi, lei è favorevole o contrario? | Емануела                              | Алберто Сорди       |
| 1967   | Вещиците                       | Le Streghe                           | Глория, Асурдина Каи, Нунция, Джована |                     |
| 1967   | Едип цар                       | Barabbas                             | Иокаста                               | Пиер Паоло Пазолини |
| 1968   | Каприз по италиански           | Capriccio all’italiana               |                                       |                     |
| 1968   | Теорема                        | Teorema                              | Лучия, майката                        | Пиер Паоло Пазолини |
| 1971   | Сципион наричан още Африкански | Scipione detto anche l’africano      | Емилия                                | Луиджи Магни        |
| 1971   | Смърт във Венеция              | Morte a Venezia                      | Майката на Тацио                      | Лукино Висконти     |
| 1971   | Декамерон                      | Il Decameron                         | Мадоната                              | Пиер Паоло Пазолини |
| 1972   | Умираш от любов                | D’amore si muore                     | Елена                                 | Карло Карунчио      |
| 1972   | Научно приложение              | Lo scopone scientifico               | Антония                               | Луиджи Коменчини    |
| 1972   | Лудвиг                         | Ludwig                               | Козима фон Бюлов                      | Лукино Висконти     |
| 1974   | Семеен портрет в интериор      | Gruppo di famiglia in un interno     | Маркиза Биянка Брумонти               | Лукино Висконти     |
| 1984   | Дюн                            | Dune                                 | Преподобна Майка Рамало               | Дейвид Линч         |
| 1987   | Черни очи                      | Очи чёрные                           | Елиза, жената на Романо               | Никита Михалков     |